# James Baldwin
James Baldwin (n. 2 august 1924, New York City, New York, SUA – d. 1 decembrie 1987, Saint-Paul, Provence-Alpes-Côte d'Azur, Franța) a fost un scriitor, poet și activist afroamerican, care și-a petrecut majoritatea vieții în Franța. Acesta este cunoscut pentru cartea Notes of a Native Son. Acesta și-a petrecut o parte din viață și în Turcia și Elveția.